# Burg Reichenberg (Rhénanie-Palatinat)
Le Burg Reichenberg est un château allemand, situé dans la commune de Reichenberg, dans le land de la Rhénanie-Palatinat.
Depuis 2002, il est classé au patrimoine mondial de l'UNESCO dans l'ensemble de la vallée du Haut-Rhin moyen.

## Traduction
- (de) Cet article est partiellement ou en totalité issu de l’article de Wikipédia en allemand intitulé « Burg Reichenberg (Rheinland-Pfalz) » (voir la liste des auteurs).